# P547 Sehested
Museumsskibet P547 Sehested er den ottende byggede enhed i Willemoes-klassen. Sehested blev bygget på Frederikshavn Værft fra december 1976 til maj 1977. Den indgik i Flådens tal fra 18. maj 1978.
Willemoes-klassen var en danskproduceret torpedomissilbåd. Skibene var beregnet til at indgå i søforsvaret af Danmark under den Kolde Krig. Der var tre hovedformål med skibene: De skulle være i stand til at sejle og manøvrere meget hurtigt (de kunne sejle op til og over 40 knob. (omkring 74 km/t)). De skulle have en kraftig bevæbning. Og deres efterretningsudstyr skulle være omfattende.
Ved forsvarsforliget i 2000 blev det politisk besluttet at udfase denne skibstype fra det danske forsvar. P547 Sehested udgik således af Flådens tal den 31. december 2000, 23½ år gammel.
Sehested blev overdraget til Statens Forsvarshistoriske Museum og ligger nu som museumsskib på Marinestation København.
Man kan besøge Sehested i skolernes sommerferie og efterårsferie og her få en idé om hvordan forholdene var om bord.